# 장평초등학교 화산분교
장평초등학교 화산분교는 충청남도 청양군 장평면 화산로 335 (화산리)에 있었던 초등학교 분교이다.

## 연혁
- 1937.09.02 월산공립보통학교 부설 화산간이학교
- 1939.04.01 적곡공립심상소학교 부설 화산간이학교
- 1942.04.01 적곡공립국민학교 부설 화산간이학교
- 1943.04.01 적곡공립국민학교 화산분교장(4학급)
- 1949.04.01 화산국민학교로 승격
- 1994.03.01 장평국민학교 화산분교장
- 1999.03.01 장평초등학교로 통합